# Tetsu Watanabe
Tetsu Watanabe (jap. 渡辺哲 Watanabe Tetsu; ur. 11 marca 1951 w Tokoname) – japoński aktor.

## Filmografia
- 2006: Gachi Baka!
- 2005: Takeshis’
- 2002: Narzeczona dla kota (Neko no ongaeshi) jako Muta (głos)
- 2000: Ikebukuro West Gate Park jako Ojciec Kinga
- 1999: Ringu: Saishuu-shô jako Oficer Kashiwada
- 1997: Hana-bi jako Tesuka
- 1997: Księżniczka Mononoke (Mononoke-hime) jako Yama-inu (głos)
- 1997: Marutai no onna
- 1996: Nemuru otoko jako Daigo
- 1996: Swallowtail jako Szef Yakuzy
- 1994: Yoru ga mata kuru jako Sekine
- 1994: Ai no shinsekai
- 1993: Madadayo
- 1993: Sonatine jako Uechi
- 1992: Minbo no onna jako Akechi
- 1991: Scena nad morzem (Ano natsu ichiban shizukana umi)
- 1990: W imię braterskiej krwi (Prisoners of the Sun) jako kapitan Ikeuchi
- 1990: Sny (Yume)